# Christina Kehl
Christina Kehl (* 1984 in Bad Mergentheim) ist Fintech-Unternehmerin in Zürich. Sie war 2013 Mitgründerin des Mobile-Versicherungsbrokers Knip, wo sie bis 2016 als Geschäftsführerin arbeitete. Seit 2016 ist sie Geschäftsführerin und Mitglied des Verwaltungsrates des Fintech-Branchenverbandes Swiss Finance Startups. Im Jahr 2019 gründete Kehl die digitale institutionelle Strategieberatung Pixpolitico mit Sitz in Zürich.

## Leben
Kehl studierte Rechtslehre an der Julius-Maximilians-Universität in Würzburg, in Helsinki und in Oxford. Im Alter von 19 Jahren gründete sie ein Bildungsberatungsunternehmen und finanzierte sich damit ihr Studium.
2013 zog sie nach Zürich und arbeitete für Centralway Numbrs (Numbrs Personal Finance AG). Zusammen mit ihrem Kollegen Dennis Just gründete Kehl im selben Jahr den Versicherungsbroker Knip. Im Jahr 2015 erhielt das Unternehmen mit 15 Millionen Schweizer Franken die grösste Finanzierung, die je ein Schweizer Fintech-Startup erhalten hat. Im Frühling 2016 gewann Knip den Swiss Fintech Award.
2014 gründete Kehl die Schweizer Fintech-Branchenorganisation Swiss Finance Startups (SFS). Im Mai 2016 verliess sie Knip und engagiert sich seither als Mitglied des Verwaltungsrates und Geschäftsführerin für SFS. Der Verband gewann im Frühling 2017 den Swiss Fintech Influencer Award. Kehl initiierte im Jahr 2018 zudem die Swiss Fintech Fair.
Seit 2017 ist Kehl Mitglied des Beirats für digitale Transformation des schweizerischen Bundesrats. Zudem leitet sie den Studiengang CAS Digital Insurance an der HWZ University of Applied Sciences in Business Administration Zürich.
Sie ist zudem Fintech Kolumnistin bei Finanz und Wirtschaft und beleuchtet als Autorin bei The Market digitale Gesellschaftsthemen.